# Pilea hazenii
Pilea hazenii är en nässelväxtart som beskrevs av Ellsworth Paine Killip. Pilea hazenii ingår i släktet pileor, och familjen nässelväxter. Inga underarter finns listade i Catalogue of Life.